# Teatro APCD
APCD ou Teatro da Associação Paulista de Cirurgiões Dentistas é um teatro que pertence a Associação Paulista de Cirurgiões Dentistas.

## Crítica
Em 28 de setembro de 2014, foi publicado na Folha de S.Paulo o resultado da avaliação feita pela equipe do jornal ao visitar os sessenta maiores teatros da cidade de São Paulo. O local foi premiado com três estrelas, uma nota "regular", com o consenso: "O teatro da Associação Paulista de Cirurgiões-Dentistas possui uma cafeteria aconchegante, com mesas e sofás. Há rampas de acesso para cadeirantes, mas os banheiros, no piso inferior, não são bem sinalizados. A visibilidade do palco, o conforto dos assentos e o espaçamento entre as poltronas são todos de nível médio."